# Kota Raya (Kota Kayu Agung)
Kota Raya is een bestuurslaag in het regentschap Ogan Komering Ilir van de provincie Zuid-Sumatra, Indonesië. Kota Raya telt 4246 inwoners (volkstelling 2010).